# Envoi de fleurs à domicile
 (octobre 2016).
Si vous disposez d'ouvrages ou d'articles de référence ou si vous connaissez des sites web de qualité traitant du thème abordé ici, merci de compléter l'article en donnant les références utiles à sa vérifiabilité et en les liant à la section « Notes et références ».
L’envoi de fleur à domicile est un procédé de livraison proposé par les sites internet marchands des fleuristes qui sont exécutants floraux. Cette méthode est différente de la transmission florale.

## Principe
Cela consiste à ce que le fleuriste qui possède un site marchand de fleurs en ligne exécute lui-même la commande du client sans passer par un exécutant fleuriste tiers se situant non loin du lieu de livraison de la commande.
Pour résumer, les entreprises d’envoi de fleurs font appel à des transporteurs  pour livrer des commandes qu’ils ont eux-mêmes réalisées.

## Les entreprises concernées
Ainsi, la plupart des principales entreprises de vente de fleurs en ligne fonctionnent par un réseau de fleuristes et transmission florale. Cependant, certaines entreprises en ligne utilisent le principe de l’envoi de fleurs à domicile.